# Jin Xianglan
Jin Xianglan (en chino: 金香蘭; 26 de diciembre de 1972) es una deportista china que compitió en judo. Ganó una medalla de oro en los Juegos Asiáticos de 1990, en la categoría de –61 kg.

## Palmarés internacional
| Juegos Asiáticos | Juegos Asiáticos | Juegos Asiáticos | Juegos Asiáticos |
| Año              | Lugar            | Medalla          | Categoría        |
| ---------------- | ---------------- | ---------------- | ---------------- |
| 1990             | Pekín (China)    | Medalla de oro   | –61 kg           |